# شولتس ۳۵۲۴
سیارک ۳۵۲۴ (به انگلیسی: 3524 Schulz، نامگذاری:1981EE27) سه هزار و پانصد و بیست و چهارمین سیارک کشف شده‌است که در ۲ مارس ۱۹۸۱ کشف شد.
قدر مطلق سیارک برابر ۱۳٫۳۰ است.